# 1847年逝世人物列表
下面是1847年逝世的知名人士列表。
1847年逝世人物列表：1月 - 2月 - 3月 - 4月 - 5月 - 6月 - 7月 - 8月 - 9月 - 10月 - 11月 - 12月

## 1月

### 19日
- 新墨西哥領地第一任總督查理斯·本特（遇刺）

## 2月

### 3日
- 玛丽·迪普莱西，法國一交際花

### 5日
- 路易士·何塞·德·奧爾貝戈索，秘魯將軍和政治家，秘魯第11任和第12任總統

## 3月

### 3日
- 查理斯·哈契特，英國化學家（生於1765年）[1]

### 9日
- 瑪麗·安寧，英國古生物學家

## 4月

### 21日
- 芭芭拉·斯普納·威爾伯福斯，英國廢奴主義者威廉·威爾伯福斯的妻子

### 30日
- 奧地利查理斯大公，奧地利將軍

## 5月

### 14日
- 范妮·门德尔松，德國作曲家、鋼琴家

### 15日
- 丹尼爾·歐康諾，愛爾蘭政治家，推動 1829 年羅馬天主教救濟法案

### 16日
- 維森特·羅卡富爾特，厄瓜多第二任總統

### 29日
- 伊曼紐爾·德·格魯希，格魯希侯爵，法國元帥

### 31日
- 阿巴斯古魯·巴基哈諾夫，亞塞拜然作家

## 6月

### 11日
- 約翰·佛蘭克林爵士，英國探險家

## 7月

### 7日
- 湯瑪斯·卡彭特，美國玻璃製造商

### 16日
- 卡爾·弗裡德里希·布爾達赫，德國生理學家

## 9月

### 4日
- 弗朗齊謝克·弗拉迪斯拉夫·赫克，捷克愛國者

### 13日
- 尼古拉斯·烏迪諾，法國元帥

## 10月

### 22日
- 亨麗埃特·赫茲，德國沙龍女歌手
- Shewa 的 Negus Sahle Selassie

## 11月

### 4日
- 费利克斯·门德尔松，德國作曲家

### 18日
- 澤布隆·克羅克，美國公理會牧師

## 12月

### 14日
- 多蘿西·安·特魯普，英國詩人
- 曼努埃尔·何塞·阿尔塞，中美洲政治家
- Barbarita Nieves，何塞·安東尼奧·佩斯（José Antonio Páez）的委內瑞拉情婦

## 日期不詳
- 珍妮·吉納維耶夫·拉布羅斯，法國熱氣球運動員和跳傘運動員